# Karangpandan (Karangpandan)
Karangpandan is een bestuurslaag in het regentschap Karanganyar van de provincie Midden-Java, Indonesië. Karangpandan telt 5277 inwoners (volkstelling 2010).